# W.i.t.c.h.
W.i.t.c.h., auch W.I.T.C.H. geschrieben, ist ein italienischer Disney-Comic, der unter der Leitung von Elisabetta Gnone entwickelt wurde. 2004 wurde die Comicreihe auf dem Comic-Salon Erlangen in der Kategorie „Beste deutschsprachige Comic-Publikation für Kinder- und Jugendliche“ mit dem Max-und-Moritz-Preis ausgezeichnet. Der Comic wird weltweit und in vielen Sprachen vertrieben. Die Comic-Reihe wurde als Zeichentrickserie, Manga, Graphic Novel, Roman-Reihe und Videospiel adaptiert.
W.i.t.c.h. ist die Abkürzung für Will, Irma, Taranee, Cornelia und Hay Lin, fünf Schülerinnen in einem Ort namens Heatherfield. Die 13- bis 14-jährigen Mädchen wurden als neue Wächterinnen des Netzes auserwählt. Sie sollen Meridian und die Erde vor dem Bösen schützen und erhalten dafür die vier natürlichen Elemente Wasser, Feuer, Erde und Luft und die reine kosmische Energie. Das Werk lässt sich den Genres Fantasy und Action zuordnen.

## Handlung
Die fünf Mädchen Will, Irma, Taranee, Cornelia und Hay Lin aus der Hafenstadt Heatherfield sind die auserwählten Wächterinnen Kandrakars. Sie sollen die Welt vor dunklen Mächten schützen und verfügen über die vier natürlichen Elemente Erde, Wasser, Feuer und Luft. Will trägt das „Herz von Kandrakar“, ein mächtiges Juwel, mit dem man die Elemente vereinen kann.
Die Festung von Kandrakar, auch Tempel der Bruderschaft genannt, ist ein Ort des Friedens und der Ruhe. Man kommt nur durch magische Teleportation (hier Dislokation genannt) dorthin. Hier residiert das Orakel, ein gottähnliches Wesen, das seit dem Beginn der Zeit existiert und über das Universum herrscht. Es ist umgeben von einem Rat. Die Festung besteht aus mehreren Teilen. Die Festung selbst beherbergt den Ratssaal. Der Kosmos von Obliminose besitzt heilende Eigenschaften. Im Turm der Nebel werden besonders schwere Verbrecher gefangen gehalten. Der Raum der Geister enthält Kopien magischer Gegenstände, die jemals von dem Orakel an jemanden weitergegeben wurden.
- Phobos-Saga: Die W.i.t.c.h., die Wächterinnen des Netzes, einer magischen Barriere zwischen der Metawelt Meridian (im Original „Metamoor“) und der Erde, müssen zwölf Portale, Löcher im Netz, schließen. Meridian ist eine Welt, die vom bösen Prinzen Phobos beherrscht wird. Nachdem er Meridian ausgebeutet und tyrannisiert hat, will er nun die Erde angreifen, wobei die Macht seiner Schwester Elyon, Cornelias beste Freundin, die von getreuen Dienern (ihre Adoptiveltern) des alten Königspaares als Baby auf die Erde gebracht worden war, eine Schlüsselrolle in seinen Plänen spielen soll. Deshalb holt sein Diener Cedric Elyon nach Meridian und beeinflusst sie insofern, dass sie ihre Freundinnen als Bedrohung ansieht, was auch am Anfang klappt. Gemeinsam mit der Rebellenbewegung unter den Bewohnern Meridians, die schon jahrelang gegen Phobos kämpfte, gelingt es den W.i.t.c.h., ihn zu besiegen; Phobos und Cedric werden gefangen genommen und in den Turm der Nebel, dem Gefängnis von Kandrakar, gebracht, während Elyon zur rechtmäßigen Herrscherin Meridians erhoben wird.

- Nerissa-Saga: Luba, die Hüterin der Quasare von Kandrakar, intrigiert gegen die W.i.t.c.h. Sie hält die Mädchen für ungeeignet, schwach und zu jung. Infolgedessen bricht das Siegel des steinernen Sarges, in dem seit vielen Jahren Nerissa, die abtrünnige Ex-Wächterin von Kandrakar, gefangen war. Nerissa kann fliehen und verwandelt einen Hund, dessen Herrchen, Lava und Eis in ihre Ritter der Rache: Khor, Shagon, Cenere und Tridarco. Diese entführen Caleb, doch er kann fliehen und wird von Luba, die ihre Fehler eingesehen hatte, gerettet. In dem darauffolgenden Kampf opfert sich Luba Nerissa für die Wächterinnen. Durch eine List gelingt es Nerissa, das Herz von Kandrakar zu stehlen und sich so mehr Macht zu verschaffen. Im entscheidenden Kampf in Kandrakar entscheidet sich das Herz jedoch für Will und damit gegen Nerissa, indem es sich mit dem „Stern Cassidys“, einem Ersatz des Herzens, das Cassidy Will in einer Vision gab, vereint. Ihrer Lebenskraft beraubt zerfällt die Hexe zu Staub.

- Mission in Arkhanta: Taranee lehnt sich gegen das Orakel auf und verlässt die W.i.t.c.h, worauf sie von Orube ersetzt wird. Auf der Welt Arkhanta leidet der Sohn des Herrschers Ari, der kleine Maqi, an einer mysteriösen Krankheit. Ari hatte deshalb die Banshee Yua (im W.I.T.C.H-Universum ist eine Banshee ein mächtiges Geistwesen, das zu ihrer Befreiung, wenn sie gefangen wird, drei Wünsche erfüllen soll) gefangen und sie zu seiner Dienerin gemacht, in der Hoffnung, sie könne seinen Sohn heilen. Doch dies vermochte sie nicht, da sie stattdessen nach dem Leben ihres Herren trachtet, und entführt Maqi, nachdem die W.i.t.c.h sie befreit hatten. Im Kampf gegen Ari aber verliert Yua Maqi; der Kleine wird schwer verletzt. Schließlich gelingt es den Mädchen, wieder mit Taranee vereint, Maqi zu heilen, indem sie die ihnen eigene Gabe der Regeneration an ihn weitergeben. Yua kehrt, nachdem sie eingesehen hat, dass Rache schlimme Folgen haben kann, unbemerkt von den Anderen in die Geisterwelt zurück.

- Astralzwilling-Saga: Die Astralzwillinge sind die Doppelgänger der W.i.t.c.h., die diese auf der Erde vertreten sollen und angeblich keine eigenen Gefühle oder Wünsche haben. Es stellt sich jedoch schon bald als Trugschluss heraus. Als die Situation, trotz Orubes Hilfe, zu eskalieren droht, weil den Mädchen auch noch der Geheimdienst unter den zwielichtigen und ebenfalls magischen Riddle auf der Spur ist, entbindet das Orakel die Astralzwillinge von ihrer Pflicht und gibt ihnen neue, eigene Identitäten und löscht die W.i.t.c.h aus dem Gedächtnis der Agenten.

- Endarno-Saga: Phobos, der mit einem Freund des Orakels, Endarno, seinen Körper getauscht hat, übernimmt die Macht in Kandrakar, indem er dafür sorgt, dass das alte Orakel abgesetzt wird und will nun die W.i.t.c.h von ihrer Bestimmung mit allerlei Vorwürfen ablösen. Er wird jedoch von den Mädchen durchschaut und von seinem Diener Cedric verraten. Als Phobos, nachdem er wieder in seinem richtigen Körper verbannt wurde, sich in die Enge gezwungen sieht, zieht er das ewige Dasein in der Unendlichkeit Kandrakars der erneuten Gefangenschaft vor. Als er besiegt ist, ernennt das Orakel Himerish zwei weitere Orakel: den echten Endarno und Yan-Lin.

- Die Rückkehr der 5 Elemente: Cedric soll sich in seiner menschlichen Gestalt bewähren, der wieder seine Tarnung als Buchhändler aufnimmt. Er findet in einer alten Villa das sprechende „Buch der Elemente“, aus dem er furchtbare Magie freisetzt und Wills Freund Matt in das Buch hineinzieht. Um ihn zu befreien, müssen die W.i.t.c.h die Steine der Elemente finden. Obwohl dies schon bald getan ist, werden die Mädchen mit Orube und Cedric in das Buch hineingezogen und durchreisen es von Kapitel zu Kapitel. Es stellt sich heraus, dass das Buch von dem Alchimisten Jonathan Ludmoore geschrieben wurde, einem Beauftragten Phobos', der nach Macht strebt. Ludmoore vernichtet Cedric, als dieser versucht, Orube zu beschützen. Letztendlich wird Ludmoore durch Matt besiegt, indem er Ludmoores Namen aus dem Buch streicht und ihn somit vernichtet. Alle kehren dann bald wieder zur Normalität zurück, aber Orube leidet sehr unter Cedrics Tod und zieht sich nach Kandrakar zurück.

- Ragorlang: Tecla Ibsen, eine ältere Dame, versucht durch ein Wesen, den 'Ragorlang', jungen Menschen die Lebensenergie auszusaugen, um sich selbst wieder jung zu machen. Auch Hay Lin geriet in ihre Fänge. Tecla schickt Erin, eine Eingeborene vom „Volk der Herumirrenden“, deren Dorf von den Ragorlang zerstört wurde, zu den W.i.t.c.h, um Zwietracht zwischen ihnen zu säen und Irma auf ihre Seite zu gewinnen. Doch die Mädchen finden schnell heraus, das Erin von Tecla beeinflusst wurde und helfen ihr, ihren Bruder Kader wiederzufinden. Nun ist die Vernichtung der Ragorlang beschlossene Sache, und schon bald werden die W.i.t.c.h von dem Ragorlang-Jäger Eduard Folkner unterstützt, der als Augenarzt an das Sheffield Institute kam. Die Mädchen fangen die Ragorlang in seinem Ragorlang-Kästchen, jedoch wird Folkner eins mit den Wesen, aber den Mädchen gelingt es durch ein Licht, die Schatten-Wesen zu vernichten. Tecla und ihr Mann Karl werden daraufhin nach Kandrakar gebracht, wo sie dort ein neues Leben beginnen.

- New Power: Eine neue Gefahr, die von „Dark Mother“, einer einstigen Göttin, ausgeht, bedroht Kandrakar, das Reich inmitten der Unendlichkeit, durch einen ausgesäten Baum. Das Orakel sieht sich gezwungen, Kandrakar abzuschotten, auch vor der Erde und den W.i.t.c.h. Die fünf Wächterinnen erhalten, durch Matt ihrer alten Kräfte beraubt, von dem Orakel fünf elementare Kräfte, die ihnen eine stärkere Macht verleihen sollen. Jede W.i.t.c.h. muss aber zuerst zum Ursprung ihres Elements zurückkehren, um diese Macht zu aktivieren und zu beherrschen. Ihr Mentor bei ihrer Suche ist Wills Freund Matt...

- Teach 2b W.i.t.c.h.: Überall in der Stadt von den fünf Wächterinnen tauchen Menschen, insbesondere Kinder, mit magischen Kräften auf. Die Aufgabe der W.i.t.c.h. ist es nun, ihnen beizubringen, wie man ihre Magie beherrscht. Sie suchen die Kinder mit Hilfe von Lumen (Leuchtbänder) und unterrichten sie dann in ihrem W.i.t.c.h.-Van. Währenddessen taucht bei ihnen Liam aus der „Rasenden Welt“ auf, der mit ihrem jetzigen Feind Takeda Foreman von der Firma Takeshita Inc. zusammenarbeitet, weil dessen Tochter Mariko, die Geliebte von Liam, durch Magie von ihrem Körper getrennt wurde. Dieser befindet sich nun in einem Labor von Herrn Takeda in einem Glaskasten. Der Geist von Mariko herrscht in der „Rasenden Welt“ als schwarze Königin, die, im Gegensatz zur weißen Königin, auf der guten Seite steht. Obwohl durch die W.i.t.c.h mit der weißen Königin besiegt, gelingt es den Mädchen mithilfe von ihrer jüngeren Schwester Shinobu, Mariko nach Hause zurückzubringen und die weiße Königin zu besiegen.
- 100 % W.i.t.c.h.: Angefangen mit Ausgabe 97 der vorhergegangenen Saga hat fortan jede Ausgabe ihre eigene Geschichte. Die Wächterinnen stellen sich nun Problemen im Alltag mit Schule, Freunden und Familie. Die Geschichten reichen von ihrem ersten Tag zurück an Sheffield bis zu Entdeckungen über die Aufgaben und Fähigkeiten der Eltern. Zur gleichen Zeit stehen sie neuen Feinden gegenüber, wie den Runern, einer Grupe von fünf bösartigen Zauberern, die die dunklen Kräfte der Elemente beherrschen, oder Nihila, der Königin der Finsternis, die das Schicksal jedes Menschen unter ihre Kontrolle bringen will.
- Ladies vs. W.i.t.c.h.: Die neue Sage stellt mehrere Antagonisten vor, darunter Lady Crash und Lady Byte. Die Wächterinnen müssen einen Weg finden, um diese neuen Feinde zu besiegen, ohne die Menschen um sie herum zu gefährden.
- Magische Souveräne: Die allerletzte Saga im W.i.t.c.h.-Universum, die nicht mehr auf Deutsch erschienen ist (die letzte erschienene Ausgabe in Österreich ist Nummer 129, die angeblich der Einstellung des Magazins in Italien folgt, jedoch existieren auf Englisch noch weitere zehn Ausgaben, die der „magical sovereigns“-Saga zuzuordnen sind), stellt die Wächterinnen vor die Wahl, ihre Kräfte aufzugeben oder zu behalten. Wenn sie sich dazu entscheiden, sie zu behalten, müssten sie drei Tests bestehen, ohne Magie zu verwenden, um sich als würdig zu erweisen. Sollten sie Erfolg haben, würden sie „Magical Sovereigns“ (zu deutsch etwa: Magische Herrscher, die höchste zu erreichende magische Stellung), falls nicht, verlören sie ihre Kräfte und müssten auf ewig in der Welt ausharren, in der sie gerade getestet werden.

## Charaktere

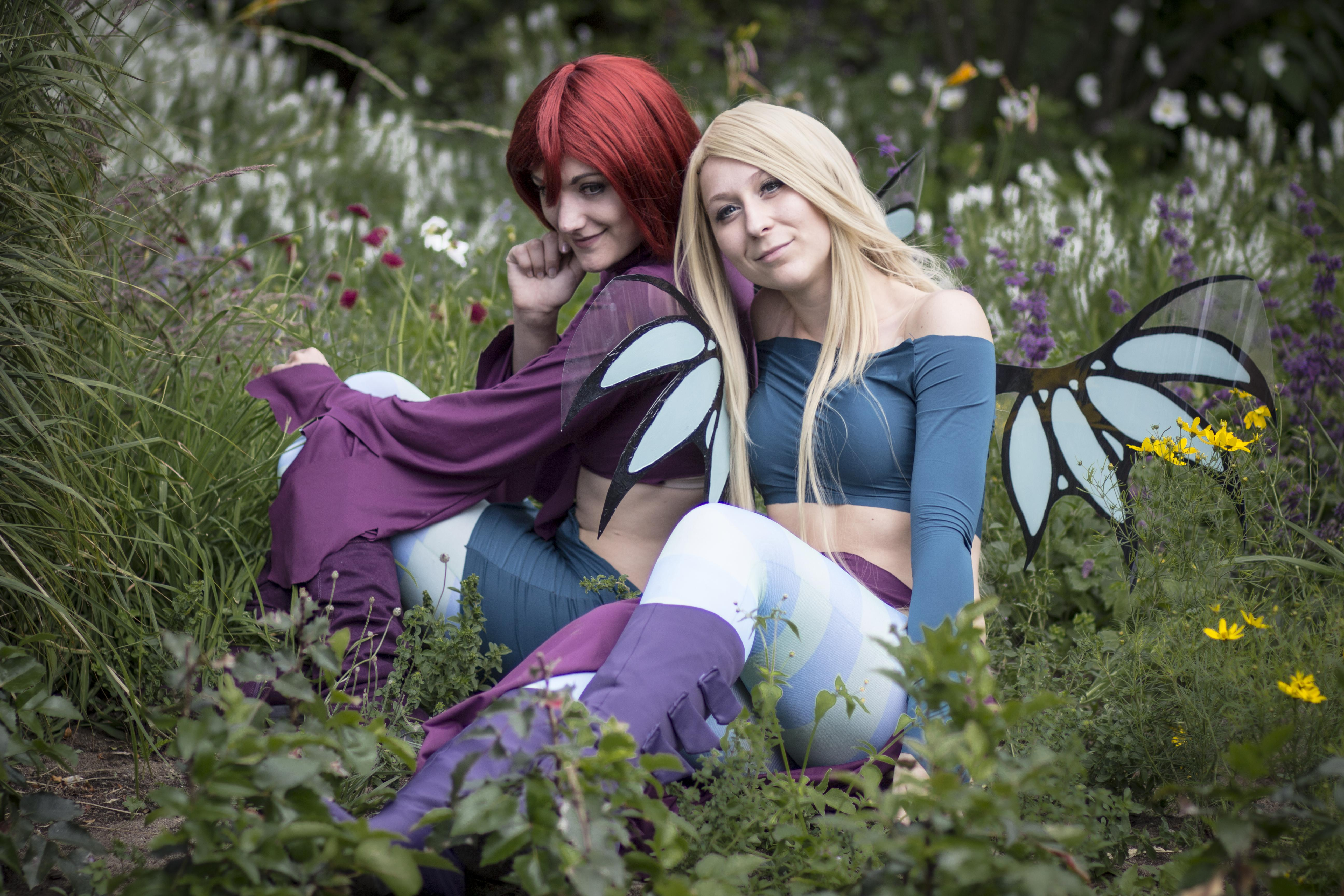
Cosplayerinnen als Will (links) und Cornelia

- Will (Willhelmina) Vandom trägt das „Herz von Kandrakar“. Ihre besondere Fähigkeit ist es, mit elektrischen Geräten zu sprechen und sie auch ohne Strom zu benutzen. Außerdem kann sie mit Blitzen schießen und nach einiger Zeit als W.i.t.c.h. kann sie sich und die anderen auch astralprojizieren (verdoppeln). In der TV-Serie ist ihr Element die Quintessenz, in den Comics die kosmische Energie. Sie ist mit Matt, Sänger und Gitarrist der Band „Cobalt Blue“, zusammen und sammelt alle Arten von Froschaccessoires. Außerdem mag sie Schwimmen, Biologie und Physik. Eine Zeit lang half Will in der Tierhandlung von Matts Großvater aus und hatte einen Siebenschläfer als Haustier. Zusammen mit ihrer Mutter Susan, ihrem neuen Vater Dean (auch ihr Geschichtslehrer) und mit ihrem neugeborenen kleinen Brüderchen William lebt sie in einer Wohnung am Stadtrand von Heatherfield.

- Irma Lair, die Tochter eines Polizisten in Heatherfield, ist die Humorvollste der Gruppe. Sie tappt oft in Fettnäpfchen, ist sarkastisch, verrückt nach Jungs, häufig schlecht in der Schule und erfindet gerne Wortspiele. Ihr Element ist das Wasser. Sie kann es aus ihren Händen schießen und Wassersäulen und -blasen entstehen lassen. Außerdem ist sie in der Lage, Gedanken zu manipulieren und später Visionen zu empfangen. Sie liefert sich oft Kämpfe mit ihrem kleinen Halbbruder Christopher (in der TV-Serie nur Chris genannt), aus denen sie nicht immer als Siegerin hervorgeht. Sie liebt es, stundenlang zu baden (da sie dank ihrer Fähigkeiten keine Waschfrauenhände bekommt), und die Sängerin ›Karmilla‹.

- Taranee Cook ist ein kluges und eigentlich schüchternes Mädchen, in welches jedoch ein sehr feuriges Temperament schlummert. Ihr Element ist das Feuer, vor dem sie, bevor sie eine Wächterin wurde, Angst hatte. Mit ihren Kräften kann sie die Dunkelheit erhellen und Feuerkugeln und -strahlen als Waffen nutzen. Lange Zeit war Taranee mit Nigel zusammen. Ihr großer Bruder Peter ist Schwarm aller Mädchen und liebt Cornelia. Taranee kann Gedanken lesen und mit den anderen W.i.t.c.h. telepathisch kommunizieren. Sie trägt oft sportliche Klamotten. Ihre Leidenschaft ist das Tanzen. Von ihren Eltern erfuhr sie, dass sie als Baby adoptiert wurde, nachdem ein Meteorit auf das Haus ihrer leiblichen Eltern gestürzt war und es zerstört hatte.

- Cornelia Hale geht mit Will in eine Klasse. Sie ist ernst, findet oft die richtigen Worte für ihre Meinung und ist sehr modebewusst. Ihr Element ist die Erde. Cornelia kann Pflanzen wieder erblühen und neue Blumen wachsen lassen. Außerdem kann sie Erdbeben auslösen, Gegenstände mit der Kraft ihrer Gedanken bewegen (Telekinese) und verfügt über Heilkräfte. Sie ist mit Caleb, dem Rebellenführer von Meridian, zusammen. Im Comic jedoch verlässt Caleb sie für seine neuen Aufgaben. Cornelia lebt mit ihrer kleinen, schelmischen Schwester Lilian, ihrer Mutter, einer Restauratorin, und ihrem Vater, einem wichtigen Geschäftsmann bei der Bank Central Credit, im vornehmsten Wohnviertel von Heatherfield.

- Hay-Lin, eine junge Asiatin, liebt Sonnenbrillen, alles Außerirdische und Eric, der neue Schüler an der Sheffield, mit dem sie später zusammenkommt. Sie zeichnet gerne, designt und schneidert Klamotten. Ihre Großmutter Yan Lin war in ihrer Jugend selbst eine Wächterin und ist nun eines der drei „Orakel“, die Kandrakar leiten. Hay-Lins Element ist, so wie einst bei Yan Lin, die Luft. Sie kann, wie die anderen, fliegen und ist in ihrer Gruppe als einzige in der Lage, sich unsichtbar zu machen. Ihre Eltern führen das asiatische Restaurant „Silver Dragon“. Hay-Lins Familie ist umgezogen, weil sie das Restaurant vergrößern wollten. Nun wohnen sie in dem „Whitemountain“-Viertel von Heatherfield.

## Veröffentlichung
Die Comic-Reihe wurde seit 2000 in der Topolino-Redaktion in Mailand von Elisabetta Gnone entwickelt, zusammen mit Francesco Artibani und den Zeichnern Alessandro Barbucci und Barbara Canepa. In Italien erschien sie ab April 2001 in einem eigenen Magazin bei Walt Disney Italia. Zielgruppe waren vor allem Mädchen zwischen 9 und 15 Jahren. Eine deutsche Ausgabe des Magazins wurde ab Juni 2001 vom Ehapa-Verlag veröffentlicht. Sie übernahm einige Inhalte aus der italienischen Zeitschrift, hatte aber auch eine eigene Redaktion. Statt den italienischen Lifestyle-Themen hatte das deutsche Witch-Magazin mehr ‚magische‘ Beiträge wie Kräutertipps oder ein Horoskop. Den Comic, von dem anfangs eine und später zwei Episoden pro Heft veröffentlicht wurden, übersetzte Sabine Schirmer. Ab Mai 2002 erschienen die Comics bei Ehapa Comic Collection als Taschenbuch.
In Italien erschienen bis Oktober 2012 insgesamt 139 Ausgaben und 17 Specials. Danach erschien bis Anfang 2013 noch eine Neuauflage der ersten Geschichten. Das deutsche Magazin wurde zum Dezember 2012 eingestellt.

## Adaptionen

### Manga
Die Original-Reihe wurde in Japan nicht veröffentlicht. Stattdessen wurde die Serie von Haruko Iida als Manga adaptiert. Die Reihe erschien bei Kadokawa Shoten im Magazin Asuka Monthly und wurde auch in zwei Tankōbon (Sammelbände) gefasst.

### Graphic Novel
Ab 2005 erschienen in den USA acht Graphic Novels zu W.I.T.C.H:
1. The Power of Friendship (Halloween and The Twelve Portals)
2. Meridian Magic (The Dark Dimension and The Power of Fire)
3. The Revealing (So Be It Forever and Illusions and Lies)
4. Between Light and Dark (One Day You’ll Meet Him and The Black Roses of Meridian)
5. Legends Revealed (The Four Dragons and A Bridge Between Worlds)
6. Forces of Change (The Crown of Light and The Challenge of Phobos)
7. Under Pressure (I Know Who You Are and The End of a Dream)
8. An Unexpected Return (The Courage to Choose and Nerissa’s Seal)

### Fernsehserie
2004 produzierte Saban International Paris eine Zeichentrickserie zur Comic-Reihe. Die Handlung weicht etwas von der Vorlage ab (die 2. Staffel fast vollständig) und einige Namen und Fähigkeiten der Mädchen unterscheiden sich, die Folgen der 2. Staffel sind zudem im englischen Original nach dem Alphabet geordnet (A is for Anonymous, B is for Betrayal, C is for Changes ...). Eine 3. Staffel war geplant, wurde aber abgesagt. Die Serie wurde erstmals vom 18. Dezember 2004 bis zum 23. Dezember 2006 in den USA durch ABC Family ausgestrahlt.
Die Serie wurde in 40 Ländern ausgestrahlt, darunter Australien, Türkei, Polen, Russland und die Vereinigten Arabischen Emirate. Meist geschah dies durch den Sender Jetix.
In Deutschland wurde die erste Staffel der Fernsehserie von Super RTL vom 26. September bis 3. November 2005 gesendet. Die zweite Staffel folgte vom 8. Januar 2007 bis zum 12. Februar 2007. Später folgten Ausstrahlungen durch Jetix.

#### Episodenliste
| Folge | Staffel – Episode | Deutscher Titel                          | Deutsche TV-Premiere | Originaltitel                 | Original-TV-Premiere |
| ----- | ----------------- | ---------------------------------------- | -------------------- | ----------------------------- | -------------------- |
| 1     | 1.01              | Der Anfang                               | 26.09.2005           | It Begins                     | 18.12.2004           |
| 2     | 1.02              | Die Fortsetzung                          | 27.09.2005           | It Resumes                    | 18.12.2004           |
| 3     | 1.03              | Der Schlüssel                            | 28.09.2005           | The Key                       | 29.01.2005           |
| 4     | 1.04              | Herzlichen Glückwunsch, Will             | 29.09.2005           | Happy Birthday, Will          | 05.02.2005           |
| 5     | 1.05              | Dienst für die Gemeinschaft              | 30.09.2005           | A Service to the Community    | 12.02.2005           |
| 6     | 1.06              | Das Labyrinth                            | 04.10.2005           | The Labyrinth                 | 19.02.2005           |
| 7     | 1.07              | Gefangen                                 | 05.10.2005           | Divide and Conquer            | 26.02.2005           |
| 8     | 1.08              | Hinterhalt bei Torus Filney              | 06.10.2005           | Ambush at Torus Filney        | 05.03.2005           |
| 9     | 1.09              | Die Rückkehr des Spurenlesers            | 07.10.2005           | Return of the Tracker         | 12.03.2005           |
| 10    | 1.10              | Eingerahmt                               | 10.10.2005           | Framed                        | 19.03.2005           |
| 11    | 1.11              | Der Stern von Threbe                     | 11.10.2005           | The Stone of Threbe           | 02.04.2005           |
| 12    | 1.12              | Elyons wahre Identität                   | 12.10.2005           | The Princess Revealed         | 16.04.2005           |
| 13    | 1.13              | Stoppt die Presse                        | 13.10.2005           | Stop the Presses              | 23.04.2005           |
| 14    | 1.14              | Elterntag                                | 14.10.2005           | Parents’ Night                | 30.04.2005           |
| 15    | 1.15              | Die Matsch-Schnecken                     | 17.10.2005           | The Mudslugs                  | 07.05.2005           |
| 16    | 1.16              | Die Geister von Elyon                    | 19.10.2005           | Ghosts of Elyon               | 20.05.2005           |
| 17    | 1.17              | Die Mogriffs                             | 20.10.2005           | The Mogriffs                  | 23.05.2005           |
| 18    | 1.18              | Das Horn des Hypnos                      | 18.10.2005           | Walk this Way                 | 06.06.2005           |
| 19    | 1.19              | Die Unterwasserminen                     | 21.10.2005           | The Underwater Mines          | 13.06.2005           |
| 20    | 1.20              | Das Siegel des Phobos                    | 24.10.2005           | The Seal of Phobos            | 20.06.2005           |
| 21    | 1.21              | Flucht aus Cavigor                       | 25.10.2005           | Escape from Cavigor           | 27.06.2005           |
| 22    | 1.22              | Der Zweikampf                            | 26.10.2005           | Caleb’s Challenge             | 11.07.2005           |
| 23    | 1.23              | Die Schlacht auf den Ebenen von Meridian | 27.10.2005           | The Battle of Meridian Plains | 25.07.2005           |
| 24    | 1.24              | Die Rettung der Rebellen                 | 28.10.2005           | The Rebel Rescue              | 01.08.2005           |
| 25    | 1.25              | Das gestohlene Herz                      | 02.11.2005           | The Stolen Heart              | 08.08.2005           |
| 26    | 1.26              | Der letzte Kampf                         | 03.11.2005           | The Final Battle              | 17.08.2005           |

| Folge | Staffel – Episode | Deutscher Titel            | Deutsche TV-Premiere | Originaltitel       | Original-TV-Premiere |
| ----- | ----------------- | -------------------------- | -------------------- | ------------------- | -------------------- |
| 27    | 2.01              | Bloß nicht anonym          | 08.01.2007           | A Is for Anonymous  | 05.06.2006           |
| 28    | 2.02              | Kandrakar ruft             | 09.01.2007           | B Is for Betrayal   | 16.06.2006           |
| 29    | 2.03              | Stärkere Kräfte            | 10.01.2007           | C Is for Changes    | 19.06.2006           |
| 30    | 2.04              | Der Angriff der Zerstörer  | 11.01.2007           | D Is for Dangerous  | 26.06.2006           |
| 31    | 2.05              | Die wahren Träume          | 12.01.2007           | E Is for Enemy      | 14.07.2006           |
| 32    | 2.06              | Eisiges Parkett            | 15.01.2007           | F Is for Facades    | 17.07.2006           |
| 33    | 2.07              | Alles nur Müll?            | 16.01.2007           | G Is for Garbage    | 26.07.2006           |
| 34    | 2.08              | Wills Astralzwilling       | 17.01.2007           | H Is for Hunted     | 31.07.2006           |
| 35    | 2.09              | Das Harmonie-Quintett      | 18.01.2007           | I Is for Illusion   | 09.08.2006           |
| 36    | 2.10              | Weiras Juwel               | 19.01.2007           | J Is for Jewel      | 14.08.2006           |
| 37    | 2.11              | Nerissas Geschichte        | 22.01.2007           | K Is for Knowledge  | 21.08.2006           |
| 38    | 2.12              | Verlierer?                 | 23.01.2007           | L Is for Loser      | 28.08.2006           |
| 39    | 2.13              | Die Macht der Gnade        | 24.01.2007           | M Is for Mercy      | 09.09.2006           |
| 40    | 2.14              | Angriff auf Kandrakar      | 25.01.2007           | N Is for Narcissist | 16.09.2006           |
| 41    | 2.15              | Nerissas Sohn              | 26.01.2007           | O Is for Obedience  | 23.09.2006           |
| 42    | 2.16              | Königin Kadma              | 29.01.2007           | P Is for Protectors | 30.09.2006           |
| 43    | 2.17              | Streben nach Macht         | 30.01.2007           | Q Is for Quarry     | 07.10.2006           |
| 44    | 2.18              | Yan Lin in Gefahr          | 31.01.2007           | R Is for Relentless | 14.10.2006           |
| 45    | 2.19              | Der Dämon in mir           | 01.02.2007           | S Is for Self       | 21.10.2006           |
| 46    | 2.20              | W.i.t.c.h gegen C.h.y.k.n. | 02.02.2007           | T Is for Trauma     | 04.11.2006           |
| 47    | 2.21              | Das Herz der Erde          | 05.02.2007           | U is for Undivided  | 11.11.2006           |
| 48    | 2.22              | Siegreiche Verlierer       | 06.02.2007           | V Is for Victory    | 19.11.2006           |
| 49    | 2.23              | Die Halloween-Nacht        | 07.02.2007           | W Is for Witch      | 28.11.2006           |
| 50    | 2.24              | Xanadu                     | 08.02.2007           | X Is for Xanadu     | 09.12.2006           |
| 51    | 2.25              | Ausgetrickst               | 09.02.2007           | Y Is for Yield      | 16.12.2006           |
| 52    | 2.26              | Das Finale                 | 12.02.2007           | Z Is for Zenith     | 23.12.2006           |

#### Synchronisation
Die Synchronisation wurde vom Deutsche Synchron in Berlin erstellt. Die Regie stammt von Frank Schröder; während das Buch von Frank Schröder und Andreas Frücke stammt.
| Rolle          | Englischer Sprecher | Deutscher Sprecher  |
| -------------- | ------------------- | ------------------- |
| Will Vandom    | Kelly Stables       | Magdalena Turba     |
| Irma Lair      | Candi Milo          | Esra Vural          |
| Taranee Cook   | Kali Troy           | Marie-Luise Schramm |
| Cornelia Hale  | Christel Khalil     | Anna Predleus       |
| Hay Lin        | Liza Del Mundo      | Carmen Katt         |
| Elyon Brown    | Serena Berman       | Julia Meynen        |
| Prinz Phobos   | Mitchell Whitfield  | Marius Clarén       |
| Cedric         | Dee Bradley Baker   | Robin Kahnmeyer     |
| Yan Lin        | Lauren Tom          | Gisela Fritsch      |
| Caleb          | Greg Cipes          | Matthias Hinze      |
| Matt Olsen     | Jason Marsden       | David Turba         |
| Nerissa        | Kath Soucie         | Astrid Bless        |
| Nerissa (jung) |                     | Anja Stadlober      |

### Romane

#### Elizabeth Lenhard & Alice Alfonsi
- The Power of Five (Elizabeth Lenhard)
- The Disappearance (Elizabeth Lenhard)
- Finding Meridian (Elizabeth Lenhard)
- The Fire of Friendship (Elizabeth Lenhard)
- The Last Tear (Elizabeth Lenhard)
- Illusions and Lies (Elizabeth Lenhard)
- The Light of Meridian (Elizabeth Lenhard)
- Out of the Dark (Alice Alfonsi)
- The Four Dragons (Elizabeth Lenhard)
- A Bridge Between Worlds (Alice Alfonsi)
- The Crown of Light (Elizabeth Lenhard)
- The Return of a Queen (Elizabeth Lenhard)
- A Different Path (Elizabeth Lenhard)
- Worlds Apart (Alice Alfonsi)
- The Courage to Choose (Alice Alfonsi)
- Path of Revenge (Alice Alfonsi)
- The Darkest Dream (Alice Alfonsi)
- Keeping Hope (Alice Alfonsi)
- The Other Truth (Alice Alfonsi)
- Whispers of Doubt (Alice Alfonsi)
- A Weakened Heart (Alice Alfonsi)
- A Choice Is Made (Alice Alfonsi)
- Farewell to Love (Alice Alfonsi)
- Trust Your Heart (Alice Alfonsi)
- Enchanted Waters (Alice Alfonsi)
- Friends Forever (Alice Alfonsi)

#### Lene Kaaberbøl
Lene Kaaberbøl schrieb fünf Romane zum Comic. Diese wurden 2002 und 2003 in Dänemark veröffentlicht. Sie drehen sich jeweils um einen der fünf Hauptcharaktere.
- When Lightning Strikes (The Heart of the Salamander)
- Enchanted Music (The Music of the Silencer)
- Heartbreak Island (The Fire of the Ocean)
- Stolen Spring (Green Magic)
- The Cruel Empress (The Gruesome Empress)
- The Stone Falcon
- The Talons of the Eagle
- The Shadow of the Owl
- The Golden Phoenix

### Videospiele
Buena Vista Games veröffentlichte ein Videospiel zu W.I.T.C.H. für den Game Boy Advance.

### Hörspiele
Der deutsche Hörspiel- und Zeichentrickvermarkter Kiddinx veröffentlichte 6 Hörspiele. Die Hörspiele verfolgen dieselbe Geschichte wie die erste Staffel der TV-Serie. Die Dialoge und Hintergrundgeräusche sind aus der Serie übernommen und werden durch eine zusätzliche Erzählerstimme unterstützt.
- Der Anfang
- Der Schlüssel
- Dienst für die Gemeinschaft
- Gefangen
- Die Rückkehr des Spurenlesers
- Der Stern der Threbe